# Glossite atrófica
O termo glossite atrófica corresponde a uma condição clínica observada na apresentação da lingua, a qual apresenta-se sem as rugorisades normais ("lingua careca"), sob um fundo vermelho ou róseo.
Ocorre pela atrofia das papilas filiformes da língua, ocasionada em geral por deficiência nutricional.